# شلفنگر
شلفنگر (به انگلیسی: Shelfanger) یک روستا و محله مدنی در بریتانیا است که در South Norfolk واقع شده‌است. شلفنگر ۶٫۹۹ کیلومتر مربع مساحت و ۳۷۸ نفر جمعیت دارد.

## تاریخ
این دهکده قبلاً به صورت Scelvangra ، Schelfangyll ، Shelfangles ، Shelfhangre و Shelfhanger ثبت شده است ، اگرچه اهمیت نام آن تا حد زیادی ناشناخته است.